# Mycaranthes lobata
Mycaranthes lobata är en orkidéart som beskrevs av Carl Ludwig von Blume. Mycaranthes lobata ingår i släktet Mycaranthes och familjen orkidéer. Inga underarter finns listade i Catalogue of Life.